# 偷偷愛上你
《偷偷愛上你》（英語：In Love）是2002年台灣華視愛情喜劇電視劇，由歐陽昇、張智超執導，由鍾漢良、TAE、林韋君、許瑋倫、鄭安倫、李元柏、曾婉華主演。

## 劇情大綱
在灑滿月光的競賽廣場上，徐翊以悠揚的琴聲，征服了所有評審和觀眾的耳朵，這時，俏皮的富家千金王晶剛好經過，遇見了風采獨具的徐翊，而後，王晶便想盡一切方法，並在管家老顏及其子顏恩的幫助下，歷經波折地進入徐翊同一所藝術學院就讀。有趣的是，嬌嬌女王晶，必須喬裝為男生才能順利入學，而王晶又正巧被安排與徐翊同在一間寢室，於是，命運之所繫便開始運轉……
女扮男裝的王晶，本以為可以悄悄去親近心上人，未料徐翊早有女友韓寧兒，而徐翊也將王晶視為一個琴藝不佳、靠著家中有錢有勢才能入學的紈褲學弟。正面臨不知該如何訴說愛意，且無法表白其真實性別身份的王晶，意外與校園中另一風雲人物姜承飛邂逅-- 平日好把妹妹的承飛，意外地吻上了王晶，因王晶身上的特殊香味而產生異樣情愫，向來有「校園美女殺手」之稱的姜承飛，詫異自己竟會對一個小男生怦然心動？！
承飛在同學的起鬨下，決定追求校園冰山美人黎蒨，藉以確認自己的性取向並無偏差，然而當黎蒨冰冷的心，漸漸為承飛的柔情所打動時，卻發現承飛心中的最愛竟是——王晶！
此時，王晶班上同學宋芊芊，也因為王晶的體貼與鼓勵，讓她找回自信與對音樂的熱情，更在一次意外，王晶挺身救了她，因而對王晶逐漸情意深種，此事看在對芊芊很有好感的顏恩眼中，不禁又急又氣。鬼靈精怪的顏恩，會因為捍衛自己的愛情，而去揭發王晶的真實身份嗎？
一位深具風韻的女子，在深夜的雷雨中出現於徐翊的面前，原來他是徐翊的母親，她也曾是一位優秀的女畫家，在婚變後，便過著放浪形骸的生活，徐翊雖不諒解母親，卻因母子親情，只好仍事事依她，並四處兼差以還其所欠下的債務，只是，父母的婚姻也在他心中形成了陰影，成為深夜惡夢和琴藝精進的阻礙……
獨自在夜深教室練琴的王晶，被學校最嚴厲的鋼琴老師老師雷愛玲發現她其實極具天分，而決定特別指導。王晶在雷愛玲的教導下琴藝日有進步，同時也不經意的得知雷愛玲年輕時的感情波折。 王晶這才體會到體育老師程家棟，深情如「101次求婚」劇情般的苦苦追求，而雷愛玲卻一直無法敞開心胸接受的苦衷。
代表全國最高榮譽的鋼琴大賽即將開始，徐翊因意外受傷而無法彈琴，放棄自我、放棄愛情的徐翊，把自己困在最傷心的絕境中，悄悄愛著他的王晶，要如何讓心愛的男子，從混沌的黑暗中釋放出來，繼而重新發光、發熱……

## 演員陣容

### 主要演員
| 演員   | 角色   | 暱稱/關係/職業 |
| 鍾漢良 | 姜承飛 | 暗戀王晶。熱情、豪氣，陽光型大男孩，校園風雲人物。 |
| TAE    | 徐翊   | 沈鬱、冷漠、出身自單親家庭，養成孤僻性格，向來獨來獨往，校園內的獨行俠，自從和 新生王晶住同一寢室後，內心漸為她所融化。                                                                                 |
| 林韋君 | 韓寧兒 | 交往對象：徐翊。個性愛恨分明，偏執。自小家境困頓，卻能力爭上游自食其力，因此十 分同情徐翊的處境，無怨無悔的付出，久而久之與徐翊彷彿是一對戀人。沒想到因為王晶 的出現，令她和徐翊之間的感情產生微妙變化… |
| 許瑋倫 | 黎蒨   | 暗戀姜承飛。好勝心與嫉妒心均很強烈，從小到大都是師長眼中的優等生，驕傲而自信。 |
| 鄭安倫 | 王晶   | 暗戀徐翊。單純、熱情有點霸氣，想法天馬行空，愛情至上，為愛苦讀考入名校。 |
| 李元柏 | 顏恩   | 個性樸實單純，痴情。 |
| 曾婉華 | 宋芊芊 | 暗戀王晶。長相平庸，成績普通，極度缺乏自信，唯一特點擅烹飪… |

### 其他演員
| 演員   | 角色     | 暱稱/關係/職業                                         |
| 巴戈   | 顏總管   |                                                        |
| 高凌風 | 王父     |                                                        |
| 林珮君 | 王母     |                                                        |
| 陳俊生 | 程家棟   | 神經大條，反應慢半拍。                                 |
| 張瑞竹 | 雷愛玲   | 個性拘謹，不茍言笑，外表看似冷淡，內心卻渴望真摯愛情。 |
| 伊正   | 徐父     |                                                        |
| 郭昱晴 | 徐母     |                                                        |
| 李冠儀 | 徐二太太 |                                                        |

### 特別演出
| 演員   | 角色   | 暱稱/關係/職業 |
| 林志穎 | 慕海翰 |                |
| 陳浩民 | 赵正磊 |                |
| 蔡依林 | Jolin  |                |
| 謝霆鋒 | 謝霆鋒 |                |
| 伊能靜 | 倪纯纯 | 聲樂老師       |